# Schefflera sarasinorum
Schefflera sarasinorum är en araliaväxtart som beskrevs av Hermann August Theodor Harms och Sijfert Hendrik Koorders. Schefflera sarasinorum ingår i släktet Schefflera och familjen araliaväxter.
Artens utbredningsområde är Sulawesi. Inga underarter finns listade.